# Elecciones presidenciales de Argentina de 1898
Las elecciones presidenciales de Argentina de 1898 se llevaron a cabo para elegir al presidente de la República Argentina, que debía suceder a José Evaristo de Uriburu, quien asumió a la presidencia luego de la dimisión de Luis Sáenz Peña. Resultó elegido Julio A. Roca, líder del Partido Autonomista Nacional, que gobernó ininterrumpidamente el país desde 1876 hasta 1916, sin alternancia y bajo un virtual régimen de partido único. La segunda presidencia de Roca, formó parte de la llamada «república conservadora» o «república oligárquica».
Las elecciones se realizaron bajo el régimen de «voto cantado», caracterizado históricamente por el fraude electoral masivo, la violencia en los comicios, el voto venal (pago) y la baja participación, sin que se permitiera votar ni ser elegidas a las mujeres. Solo concurrió a votar el 2% de la población. La Constitución establecía que la elección del presidente y vicepresidente debía realizarse en forma indirecta y por separado, delegando la elección final de cada uno, en colegios electorales provinciales integrados por representantes elegidos en la elección primaria, por el sistema de lista completa, siendo electos todos los candidatos más votados, en cada distrito electoral.
Roca triunfó en catorce de los quince distritos electorales entonces existentes, y empató con Bartolomé Mitre en Corrientes. En 1898 la República Argentina estaba constituida por quince distritos electorales (14 provincias y la Ciudad de Buenos Aires), en los que la población tenía derecho a voto, mientras una gran parte del territorio estaba organizada en nueve «territorios nacionales», donde la población no tenía derecho a voto.

## Resultados del Colegio Electoral
Los colegios electorales se reunieron el 12 de junio de 1898, en cada una de las capitales provinciales y en la Ciudad de Buenos Aires. El 12 de agosto de 1898 la Asamblea Legislativa, la Cámara de Diputados y el Senado, dio la aprobación definitiva de las elecciones.
| Candidato a Presidente | Candidato a Presidente | Partido                      | Votos Electorales |
| ---------------------- | ---------------------- | ---------------------------- | ----------------- |
|                        | Julio Argentino Roca   | Partido Autonomista Nacional | 218               |
|                        | Bartolomé Mitre        | Unión Cívica Nacional        | 38                |
| Total de votos         | Total de votos         | Total de votos               | 256               |
| No votaron             | No votaron             | No votaron                   | 44                |
| Total de electores     | Total de electores     | Total de electores           | 300               |

| Candidato a Vicepresidente | Candidato a Vicepresidente | Partido                      | Votos Electorales |
| -------------------------- | -------------------------- | ---------------------------- | ----------------- |
|                            | Norberto Quirno Costa      | Partido Autonomista Nacional | 217               |
|                            | Juan Eusebio Torrent       | Unión Cívica Nacional        | 23                |
|                            | Valentín Virasoro          | Unión Cívica Nacional        | 7                 |
|                            | Julio Argentino Roca       | Partido Autonomista Nacional | 6                 |
|                            | Lino D. Churruarín         | Unión Cívica Radical         | 1                 |
|                            | Emilio Gouchón             | Unión Cívica Nacional        | 1                 |
|                            | Bartolomé Mitre            | Unión Cívica Nacional        | 1                 |
| Total de votos             | Total de votos             | Total de votos               | 256               |
| No votaron                 | No votaron                 | No votaron                   | 44                |
| Total de electores         | Total de electores         | Total de electores           | 300               |

### Resultados por provincia
| Provincia           | Presidente | Presidente |              | Vicepresidente | Vicepresidente | Vicepresidente | Vicepresidente | Vicepresidente | Vicepresidente | Vicepresidente |  | No votaron |
| Provincia           | Roca       | Mitre      | Quirno Costa | Torrent        | Virasoro       | Roca           | Churruarín     | Gouchón        | Mitre          |                |  | No votaron |
| ------------------- | ---------- | ---------- | ------------ | -------------- | -------------- | -------------- | -------------- | -------------- | -------------- | -------------- |  | ---------- |
| Buenos Aires        | 23         | 18         |              | 23             | 13             |                | 5              |                |                |                |  | 19         |
| Capital Federal     | 22         | 13         | 22           | 10             |                | 1              |                | 1              | 1              | 9              |  |            |
| Catamarca           | 10         |            | 10           |                |                |                |                |                |                |                |  |            |
| Córdoba             | 24         |            | 24           |                |                |                |                |                |                | 2              |  |            |
| Corrientes          | 7          | 7          | 7            |                | 7              |                |                |                |                | 4              |  |            |
| Entre Ríos          | 20         |            | 19           |                |                |                | 1              |                |                | 2              |  |            |
| Jujuy               | 8          |            | 8            |                |                |                |                |                |                |                |  |            |
| La Rioja            | 8          |            | 8            |                |                |                |                |                |                |                |  |            |
| Mendoza             | 11         |            | 11           |                |                |                |                |                |                | 1              |  |            |
| Salta               | 9          |            | 9            |                |                |                |                |                |                | 3              |  |            |
| San Juan            | 8          |            | 8            |                |                |                |                |                |                | 2              |  |            |
| San Luis            | 9          |            | 9            |                |                |                |                |                |                | 1              |  |            |
| Santa Fe            | 28         |            | 28           |                |                |                |                |                |                |                |  |            |
| Santiago del Estero | 14         |            | 14           |                |                |                |                |                |                |                |  |            |
| Tucumán             | 17         |            | 17           |                |                |                |                |                |                | 1              |  |            |
| Total               | 218        | 38         |              | 217            | 23             | 7              | 6              | 1              | 1              | 1              |  | 44         |